# Plastogalepsus kuhlgatzi
Plastogalepsus kuhlgatzi är en bönsyrseart som beskrevs av Werner 1907. Plastogalepsus kuhlgatzi ingår i släktet Plastogalepsus och familjen Tarachodidae. Inga underarter finns listade i Catalogue of Life.